# 장병의 시간 (불교방송)
장병의 시간은 BBS FM에서 매주 토요일 오후 5시 ~ 6시까지 방송하는 라디오 프로그램이며 이 방송은 전국방송이다. 

## 진행
- 이효주 아나운서